# Juan José Castelli (ville)
Juan José Castelli est une ville de la province du Chaco, en Argentine et le chef-lieu du département de General Güemes en Argentine.
Environ 90 pour cent des habitants de la ville sont des descendants d'immigrés germanophones de la région de la Volga.